# جون كوسينسكي
جون كوسينسكي (بالإنجليزية: John Kocinski)‏ هو متسابق دراجات نارية أمريكي سابق فاز ببطولة سباق الجائزة الكبرى للدراجات النارية و فاز ببطولة العالم للسوبربايك. نافس في سباقات بطولة العالم لفئة 500 سي سي ولفئة 250 سي سي ولفئة 50 سي سي.

## البطولات
- سباق الجائزة الكبرى للدراجات النارية 1990
- بطولة العالم للسوبربايك 1997

## روابط خارجية
- جون كوسينسكي على موقع MotoGP.com (الإنجليزية)
- جون كوسينسكي على موقع WorldSBK.com (الإنجليزية)